# 田野林蛙
田野林蛙（Rana arvalis），又稱田野蛙，是一種幼長、紅褐色的兩棲動物，原住於歐洲及亞洲。牠們屬於赤蛙科下的赤蛙屬。

## 特徵
田野林蛙的腹部沒有斑點，耳朵上有一大黑斑點，背部中央很多時有一淡斑汶。牠們可以生長達7厘米，頭部比林蛙更為尖。牠們的腳只有部份有蹼。後肢比其他青蛙較短。

## 生態及行為

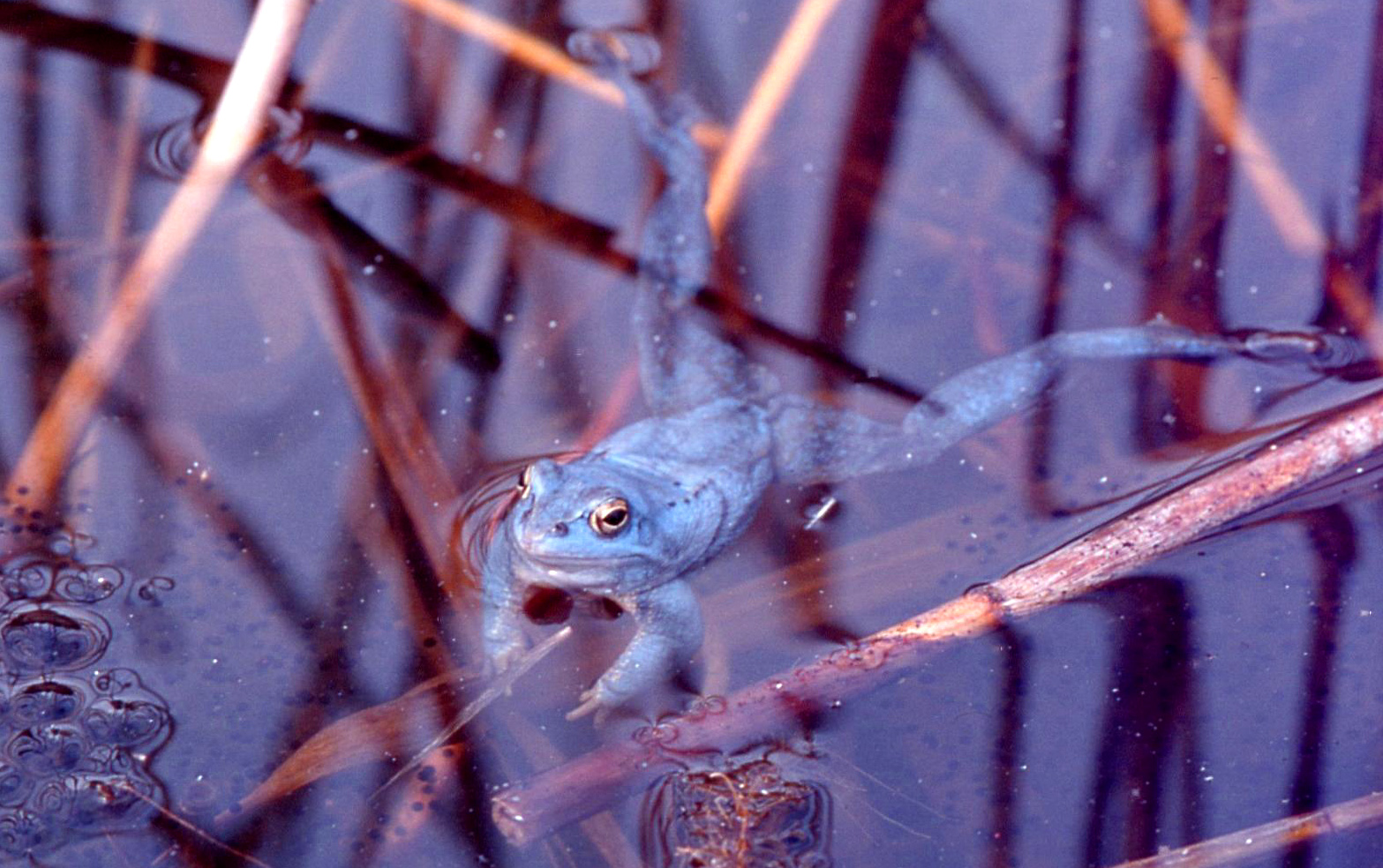
雄性田野林蛙在交配季節會轉呈藍色。

田野林蛙生活於歐洲中南部至西伯利亞的低地，西臨法國的阿爾薩斯。牠們較喜潮濕的草地及沼地。
在交配季節（3月至4月），雄蛙會變成藍色。雌蛙會產下1000-2000顆蛙卵。
雄蛙的叫聲與捷蛙的相似。

## 外部連結
- Concise Encyclopedia of Biology （页面存档备份，存于）